# Zanclonia weldoni
Zanclonia weldoni is een hydroïdpoliep uit de familie Pandeidae. De poliep komt uit het geslacht Zanclonia. Zanclonia weldoni werd in 1910 voor het eerst wetenschappelijk beschreven door Browne. 